# MKE Ankaragücü
MKE Ankaragücü, är en professionell fotbollsklubb baserad i Ankara, Turkiet som spelar i Süper Lig. Klubben grundades 1910 och spelar sina hemmamatcher på Eryaman Stadium.
Ankaragücü är också verksamma inom cykelsport, taekwondo och volleyboll.

## Historia
Ankaragücü är baserade i Ankara, men grundades 1904 i Zeytinburnu, Istanbul som Altınörs İdman Yurdu. Det är oklart när det gäller motivet kring varför den Istanbul-baserade klubben flyttade till Ankara, men 1910 kom Şükrü Abbas att grunda Turan Sanatkarangücü som senare kom att bli dagens MKE Ankaragücü. 1938 slogs de båda klubbarna samman och bildade AS-FA Gücü. Klubbnamnet ändrades för en sista gång 1948 till dagens namn. Ankaragücü har vunnit det tidigare turkiska fotbollsmästerskapet 1949, den största framgången i deras historia och nådde tredje plats 1924 under namnet Anadolu Turan Sanatkarangücü.

## Meriter
- Turkiska mästare (1):  1949
- Cupmästare (2): 1971–72, 1980–81
- Turkiska supercupen (1): 1981
- TFF 1. Lig (2): 1968–69, 1976–77
- Ankara Futbol Ligi (6): 1924, 1935–36, 1936–37, 1948–49, 1951–52, 1956–57